# SR-3
SR-3 ヴィーフリ（СР-3 Вихрь、ロシア語でつむじ風の意）とは、ロシア連邦の小型かつ全自動のアサルトライフルである。使用弾薬は亜音速の9x39mm弾。この銃は1990年代初期、TsNIITochMashにより開発された。

## 開発
SR-3の開発は1989年にTsNIITochMAshの設計者であるA.D.ボリソフが始め、1991年には最初の試作型であるRG051が製造された。その後新たにV.N,レフチェンコが開発に加わり1994年には現在のモデルのSR-3が製造され1994年末には国家試験を通過し1995年には特殊部隊で運用が開始され1996年半ばに正式に採用された。
基本的な構造はAS Valに準じるが、サプレッサーを装備せず、銃の上面に折り畳める銃床を採用、コッキングノブをガスチューブの両側面に配置するなど、非常に軽量・コンパクトに設計されている。レシーバーの両側面に小型のセレクターレバーがあり、射撃と安全を切り替えられる。射撃モードは引き金付近に別途設けられたクロスボルト式スイッチで選択できる。
その後も改良が続けられ、よりVSSとASの設計を取り入れたSR-3M、より汎用性が向上したSR-3MPも開発された。

## 派生型

### SR-3M
SR-3の改良型。銃床を独特のレシーバー上側に折りたたむ方式のものからAS "ヴァル"のものを流用した左側に折りたためる銃床に変更し、ハンドガードに折りたたみ式のフォアグリップを追加している。またSR-3にはサイドレールがなかったがSR-3Mでは追加され、ドブテイルマウントの東側系の照準器の取り付けが可能になった。

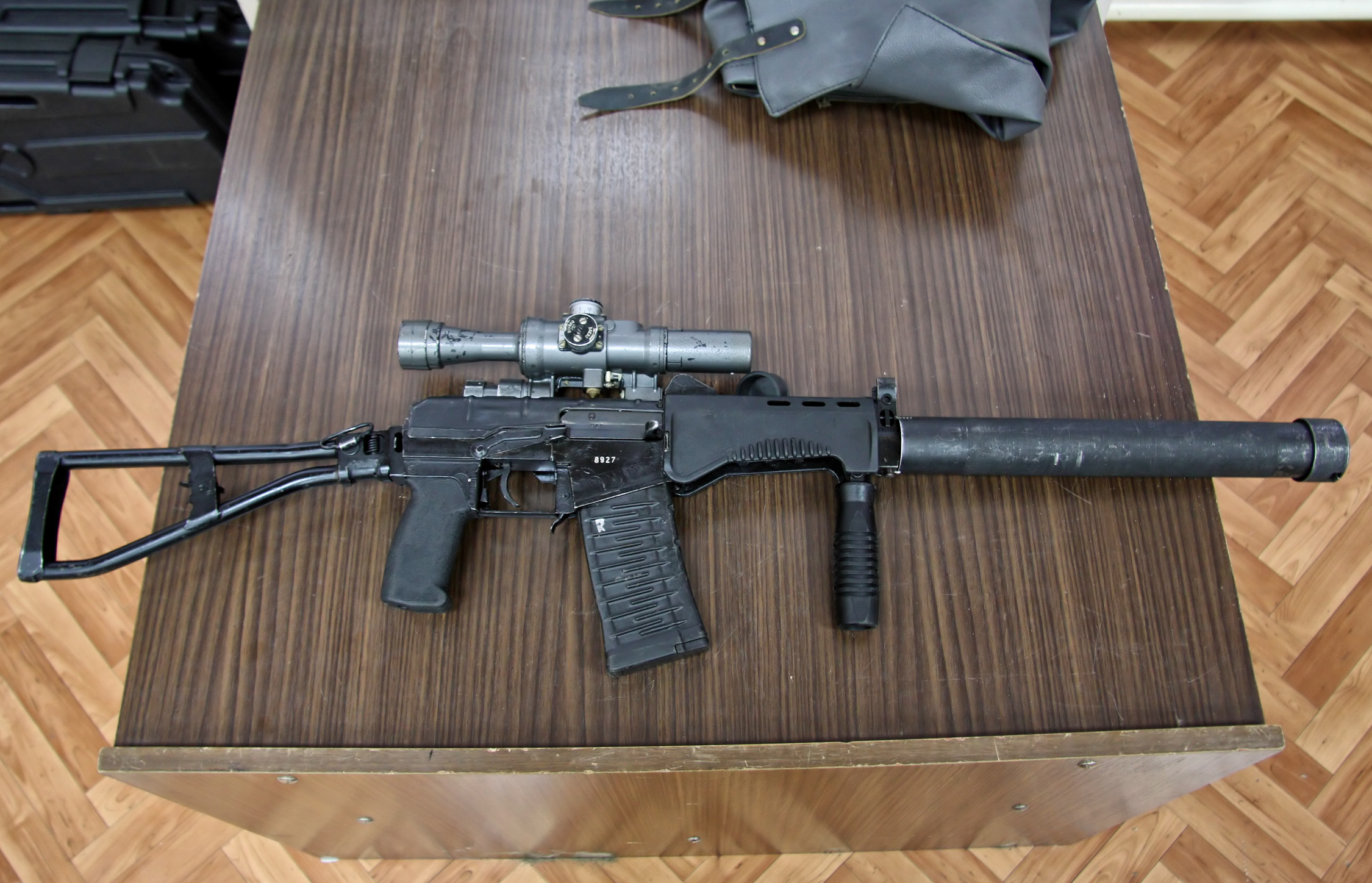
PSO-1-1とサプレッサーを装着したSR-3M(右側面)
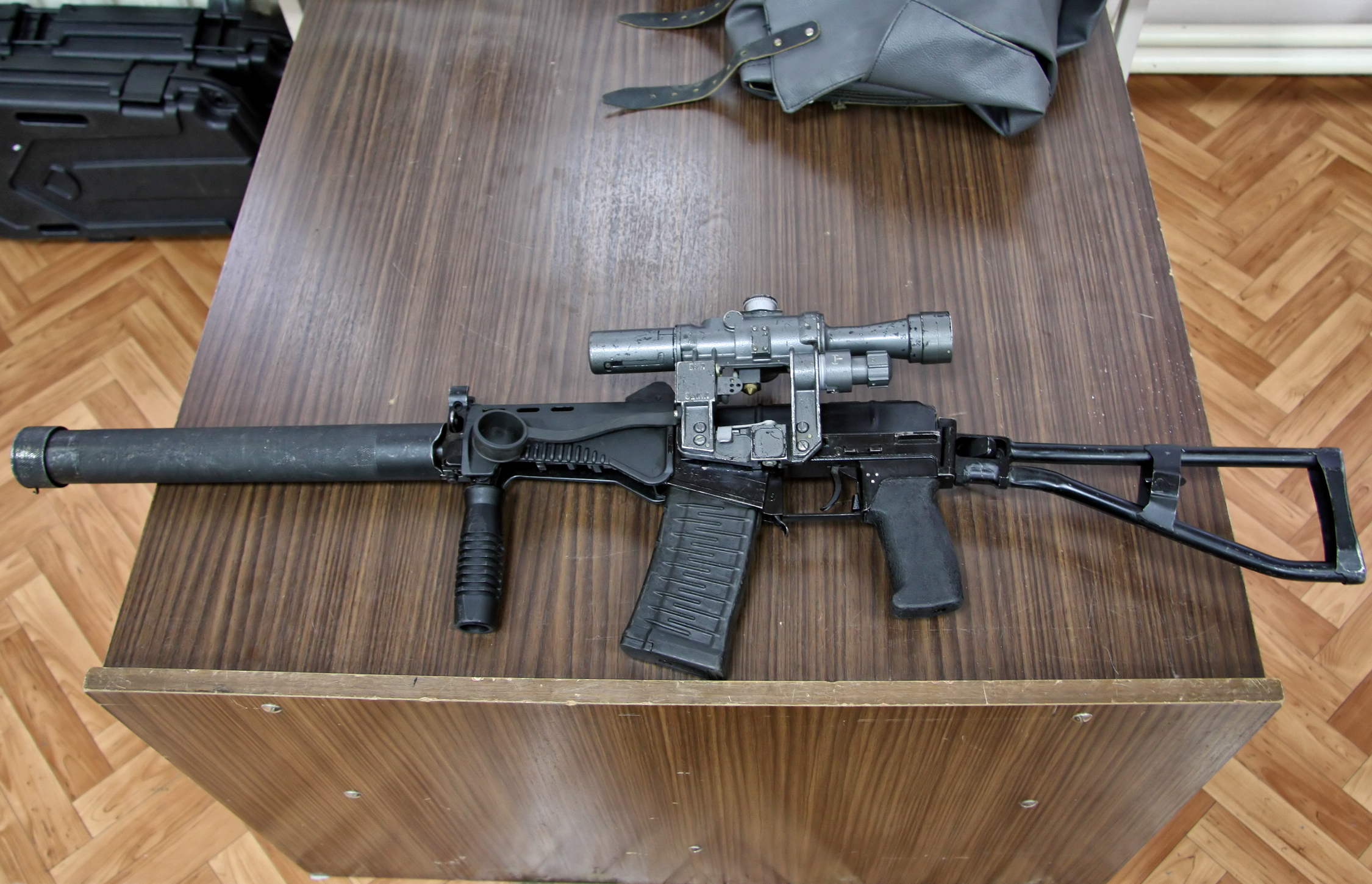
PSO-1-1とサプレッサーを装着したSR-3M(左側面)

### SR-3MP
SR-3Mのさらなる改良型。グリップ底部に短いピカティニーレールを備えており、SR-3Mの折りたたみ銃床に特別なアダプタをつけたものを上下反転に取り付けることでヘルメットのバイザーを使用する隊員も使用しやすく汎用性が向上している。またハンドガード左右、レシーバー上部にそれぞれピカティニーレールが追加されており対応したアタッチメントの装着が可能になっている。

## 登場作品

### ゲーム
『ゴーストリコン ブレイクポイント』
特殊部隊を起源に持つテロ組織「ボダーク」のロシア兵達が使う主要武器。

『ドールズフロントライン』
キャラクター（擬人化）として登場する。
レア度は星5で、サブマシンガン枠。
『Escape From Tarkov』
AS・VSS・9A-91・VSK-94等と共に9×39mm弾使用銃として実装されている。
ゲーム内ではアサルトライフルに分類されている。